# Les Rues-des-Vignes
Les Rues-des-Vignes é uma comuna francesa na região administrativa de Altos da França, no departamento do Norte. Estende-se por uma área de 17.85 km². Em 2010 a comuna tinha 801 habitantes (densidade: 44,9 hab./km²).